# Krzysztof Wróbel
Krzysztof Wróbel (ur. 24 czerwca 1981) – polski snookerzysta, mistrz Polski z 2012 roku oraz drużynowy wicemistrz Europy z roku 2011 w turnieju, który odbył się na Malcie. Od 2000 roku członek kadry narodowej; trenuje i mieszka we Wrocławiu.
Grę w bilard rozpoczął w wieku lat siedemnastu, rok później wybrał angielską odmianę gier bilardowych, w której specjalizuje się do dzisiaj. Wielokrotne szkolenia odbywał za granicą (między innymi pod kierunkiem Terry’ego Griffithsa, mistrza  świata w snookerze z roku 1979) pozwoliły mu zdobyć umiejętności i liczne certyfikaty instruktorskie wydane przez rozmaite szkoły bilardowe świata.
Największymi sukcesami Wróbla są zdobyte tytuły mistrza Polski – drużynowe i indywidualne.
Dzięki sukcesowi na Malcie Wróbel jako najlepszy zawodnik polskiej drużyny został zaproszony i  zagrał w Drużynowym Pucharze Świata (snookerowy turniej zaproszeniowy) w Bangkoku. W turnieju tym towarzyszył mu Kacper Filipiak. Jako drużyna pokonali drużynę Hongkongu z Marco Fu na czele.
W tym samym roku wywalczył 17 miejsce w mistrzostwach świata amatorów rozgrywanych w Bangalore w Indiach.
W 2012 roku (dzięki przyznanej mu dzikiej karcie) zagrał w turnieju German Masters, w którym przegrał w rundzie dzikich kart z Paulem Davisonem.
W  marcu 2012 roku w Sofii razem z drużyną wywalczył brązowy medal mistrzostw Europy i jako jedyny Polak zakwalifikował się do finałowego turnieju mistrzostw świata w snookerze na sześciu czerwonych, rozgrywanego w Bangkoku w lipcu 2012.
Jego najwyższy break to 142 punkty.

## Osiągnięcia w turniejach

### Mistrzostwa Polski Seniorów
| Rok  | Turniej            | Miejsce turnieju    | Osiągnięcie            |
| ---- | ------------------ | ------------------- | ---------------------- |
| 2012 | Mistrzostwa Polski | Warszawa            | złoto                  |
| 2011 | Mistrzostwa Polski | Zielona Góra        | brąz                   |
| 2009 | Mistrzostwa Polski | Lublin              | brąz i najwyższy break |
| 2008 | Mistrzostwa Polski | Warszawa            | 5 miejsce              |
| 2007 | Mistrzostwa Polski | Kalisz              | brąz                   |
| 2006 | Mistrzostwa Polski | Warszawa            | brąz                   |
| 2005 | Mistrzostwa Polski | Ostrów Wielkopolski | 5 miejsce              |
| 2002 | Mistrzostwa Polski | Kalisz              | srebro                 |

### Drużynowe Mistrzostwa Polski Seniorów
| Rok  | Turniej                      | Miejsce turnieju | Osiągnięcie |
| ---- | ---------------------------- | ---------------- | ----------- |
| 2012 | Drużynowe Mistrzostwa Polski | Warszawa         | złoto       |
| 2011 | Drużynowe Mistrzostwa Polski | Lublin           | złoto       |
| 2010 | Drużynowe Mistrzostwa Polski | Lublin           | złoto       |
| 2009 | Drużynowe Mistrzostwa Polski | Lublin           | złoto       |
| 2008 | Drużynowe Mistrzostwa Polski | Kalisz           | złoto       |
| 2007 | Drużynowe Mistrzostwa Polski | Kalisz           | 5 miejsce   |
| 2006 | Drużynowe Mistrzostwa Polski | Kalisz           | brąz        |
| 2003 | Drużynowe Mistrzostwa Polski | Warszawa         | srebro      |
| 2001 | Drużynowe Mistrzostwa Polski | Wrocław          | złoto       |

### Młodzieżowe Mistrzostwa Polski
| Rok  | Turniej                 | Miejsce turnieju | Osiągnięcie |
| ---- | ----------------------- | ---------------- | ----------- |
| 2001 | Mistrzostwa Polski U-21 | Lublin           | brąz        |

### Mistrzostwa Świata Amatorów (IBSF) Seniorów
| Rok  | Turniej            | Miejsce turnieju | Osiągnięcie  |
| ---- | ------------------ | ---------------- | ------------ |
| 2011 | Mistrzostwa świata | Bangalore        | 17 miejsce   |
| 2008 | Mistrzostwa świata | Wels             | 33 miejsce   |
| 2008 | Mistrzostwa świata | Wels             | 33 miejsce   |
| 2007 | Mistrzostwa świata | Korat            | faza grupowa |
| 2006 | Mistrzostwa świata | Prestatyn        | faza grupowa |

### Mistrzostwa Europy Seniorów
| Rok  | Turniej            | Miejsce turnieju    | Osiągnięcie  |
| ---- | ------------------ | ------------------- | ------------ |
| 2011 | Mistrzostwa Europy | Sofia               | 17 miejsce   |
| 2010 | Mistrzostwa Europy | Bukareszt           | 17 miejsce   |
| 2009 | Mistrzostwa Europy | Duffel              | 9 miejsce    |
| 2008 | Mistrzostwa Europy | Lublin              | 17 miejsce   |
| 2007 | Mistrzostwa Europy | Carlow              | faza grupowa |
| 2005 | Mistrzostwa Europy | Ostrów Wielkopolski | 17 miejsce   |
| 2004 | Mistrzostwa Europy | Völkermarkt         | faza grupowa |
| 2002 | Mistrzostwa Europy | Kalisz              | faza grupowa |

### Drużynowe Mistrzostwa Europy
| Rok  | Turniej                      | Miejsce turnieju | Osiągnięcie |
| ---- | ---------------------------- | ---------------- | ----------- |
| 2012 | Drużynowe Mistrzostwa Europy | Sofia            | 3 miejsce   |
| 2011 | Drużynowe Mistrzostwa Europy | Valletta         | 2 miejsce   |
| 2010 | Drużynowe Mistrzostwa Europy | Valletta         | 5 miejsce   |
| 2009 | Drużynowe Mistrzostwa Europy | St. Petersburg   | 9 miejsce   |
| 2008 | Drużynowe Mistrzostwa Europy | Glasgow          | 9 miejsce   |
| 2007 | Drużynowe Mistrzostwa Europy | Bruge            | 12 miejsce  |
| 2006 | Drużynowe Mistrzostwa Europy | Carlow           | 12 miejsce  |
| 2004 | Drużynowe Mistrzostwa Europy | Carlow           | 11 miejsce  |

### Pozostałe Turnieje Zagraniczne
| Rok  | Turniej                           | Miejsce turnieju    | Osiągnięcie      |
| ---- | --------------------------------- | ------------------- | ---------------- |
| 2012 | German Masters                    | Berlin              | faza telewizyjna |
| 2011 | World Cup                         | Bangkok             | faza telewizyjna |
| 2010 | Austria Open                      | Wels                |                  |
| 2010 | Cykl Turniejów PTC                | Sheffield           |                  |
| 2010 | Romania Open                      | Bukareszt           |                  |
| 2010 | Malta Open 6 Reds                 | Valletta            |                  |
| 2009 | Cykl Turniejów PIOS               | Prestatyn           |                  |
| 2009 | International Open                | Duffel              |                  |
| 2009 | German Open                       | Fürth               |                  |
| 2008 | Wels Austria Open                 | Wels                | 17 miejsce       |
| 2008 | Polish Open                       | Lublin              | 5 miejsce        |
| 2007 | International Open                | Carlow              | 5 miejsce        |
| 2006 | German Open                       | Fürth               |                  |
| 2005 | Polish Open                       | Ostrów Wielkopolski |                  |
| 2005 | Swiss Open                        | Zofingen            |                  |
| 2005 | German Open                       | Fürth               | 5 miejsce        |
| 2004 | Challenge Tour Austria            | Völkermarkt         | 9 miejsce        |
| 2004 | Swiss Open                        | Zofingen            | 5 miejsce        |
| 2003 | Home International Snooker Series | Prestatyn           | 7 miejsce        |
| 2002 | Home International Snooker Series | Prestatyn           | 7 miejsce        |
| 2002 | Euro Tour                         | Ryga                | 5 miejsce        |
| 2001 | Home International Snooker Series | Prestatyn           | 9 miejsce        |